# 천안 광덕사 감역교지
천안 광덕사 감역교지(天安廣德寺減役敎旨)는 조선 세조가 1457년에 현재의 대한민국 충청남도 천안에 있는 광덕사와 개천사에 내린 교지이다. 1997년 6월 12일 대한민국의 보물 제1246호로 지정되었다.

## 개요
교지의 규모는 세로 길이가 47센티미터, 가로 길이가 28센티미터이다. 세조 3년(1457년) 8월에 왕이 온양온천에 갔다 이곳 광덕사와 개천사(지금의 동남구 광덕면 보산원리)에 들러 이와 같은 면부장을 써 주었다. 이 내용은 본 사찰의 승려들은 부역에 나가지 않아도 된다는 것이다.
세조는 대한민국의 유명 사찰들을 찾아 참불한 제왕으로 널리 알려졌으나 면부장을 남긴 사찰은 그리 많지 않다.

## 같이 보기
- 천안 광덕사

## 참고자료
- 천안 광덕사 감역교지 - 국가유산청 국가유산포털